# تپه مزرعه شمالی
تپه مزرعه شمالی در شهرستان محلات، بخش مرکزی، دهستان باقرآباد، روستای امیرآّباد واقع شده و این اثر در تاریخ ۱۸ اسفند ۱۳۸۷ با شمارهٔ ثبت ۲۵۰۴۲ به‌عنوان یکی از آثار ملی ایران به ثبت رسیده است.